# Gultjärnen, Härjedalen
Gultjärnen är en sjö i Härjedalens kommun i Härjedalen och ingår i Ljusnans huvudavrinningsområde. Sjön har en area på 0,108 kvadratkilometer och ligger 360,1 meter över havet.

## Delavrinningsområde
Gultjärnen ingår i det delavrinningsområde (688723-142821) som SMHI kallar för Mynnar i Sålnhån. Medelhöjden är 385 meter över havet och ytan är 16,64 kvadratkilometer. Räknas de 2 avrinningsområdena uppströms in blir den ackumulerade arean 25,46 kvadratkilometer. Bäcknäsb. som avvattnar avrinningsområdet har biflödesordning 3, vilket innebär att vattnet flödar genom totalt 3 vattendrag innan det når havet efter 239 kilometer. Avrinningsområdet består mestadels av skog (56 procent) och sankmarker (36 procent). Avrinningsområdet har 0,45 kvadratkilometer vattenytor vilket ger det en sjöprocent på 2,7 procent.